# 巴克科芬湖
53°33′43″N 12°30′23″E / 53.56191°N 12.50636°E

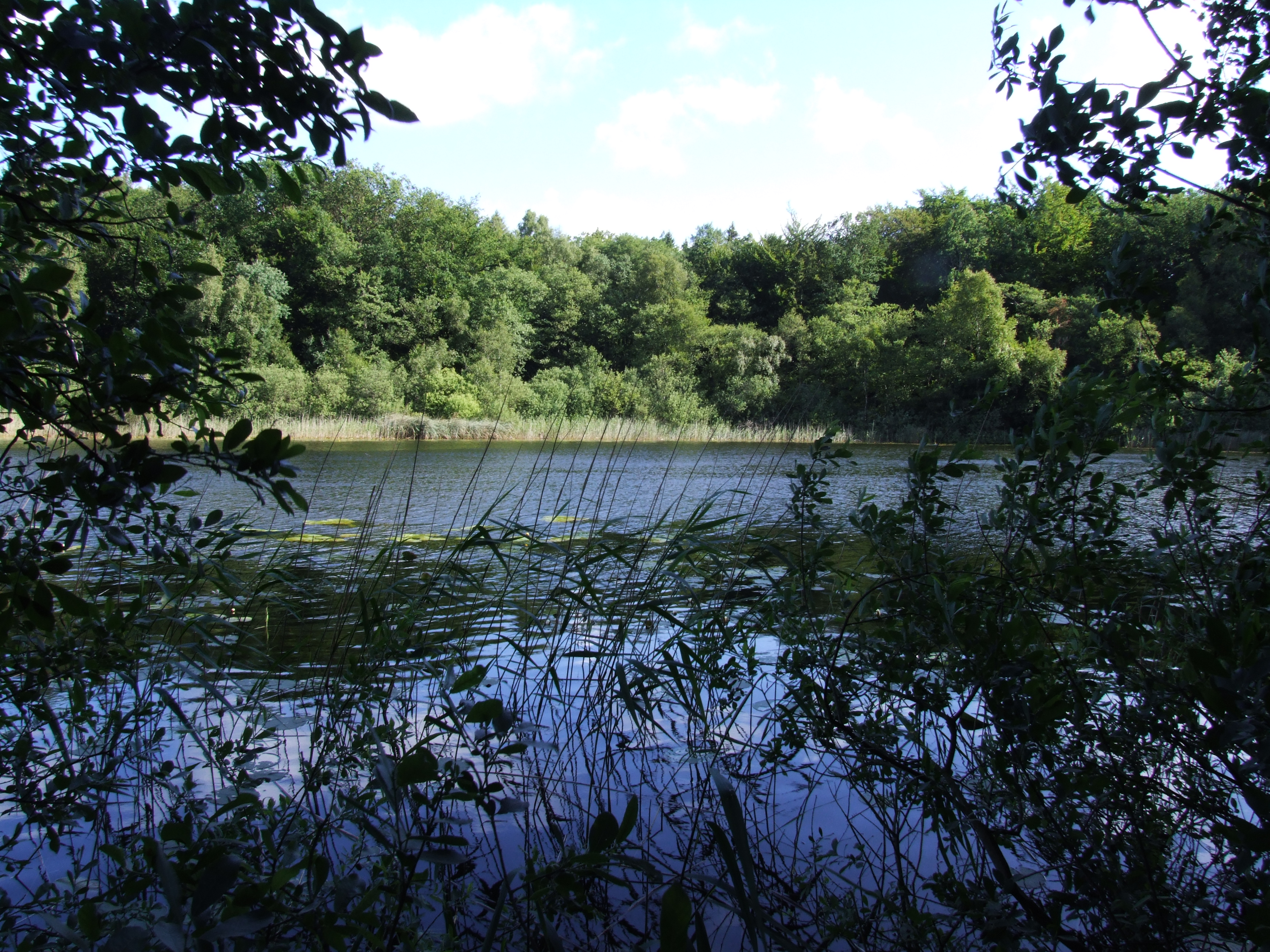

巴克科芬湖（德語：Backofensee），是德國的湖泊，位於該國東北部，由梅克倫堡-前波美拉尼亞州負責管轄，處於梅克倫堡湖區縣，長0.2公里、寬0.1公里，面積0.02平方公里，海拔高度63米，湖岸線長度0.5公里。